# Gary Jackson
Gary Jackson est un éducateur et poète américain. Il a reçu une bourse Cave Canem et Bread Loaf et a reçu le prix Cave Canem Poetry en 2009.

## Vie privée
Gary Jackson, né et élevé à Topeka, au Kansas, a obtenu un baccalauréat en anglais à l'Université Washburn en 2004. Il est diplômé de l'Université du Nouveau-Mexique avec un MFA en 2008. Il a vécu et enseigné en Corée du Sud pendant un an avant de retourner au Nouveau-Mexique.
Depuis 2013, il travaille à la faculté du Collège de Charleston en tant que professeur adjoint de poésie. Chez Crazyhorse, il est responsable associé de la section poésie. La Poetry Society of America l'a retenu comme l'un des nouveaux poètes américains de l'année 2013.

## Prix et récompenses
- Cave Canem Retreat Fellowship. Université de Pittsburgh à Greensburg . Juin 2012[1]
- Tu me manques, Met - Gagnant du prix Cave Canem Poetry 2009, jugé par Yusef Komunyakaa

## Publications

### Livres
- Missing You, Metropolis[3], Graywolf Press, 2009

### Anthologies
- "Luke Cage dit que c'est comme ça." The Seagull Reader: Poems[4]. Sous la direction de Joseph Kelly. Publié par WW Norton, 2015.
- «Les choses que mon père a dites» (nouvelle). Curiosités routières: histoires sur la culture pop américaine. Sous la direction de Shannon Cain. Leipziger Universitätsverlag, 2014.
- "Astro Boy Blues." Multivers! Une anthologie de la poésie des super-héros aux proportions surhumaines. Sous la direction de Rob Sturma et Ryk Mcintyre. Publié par Write Bloody Publishing, 2014.
- «Superia's Swan Song», «Old Lions» et «Luke Cage Tells It Like It Is.» Drawn to Marvel : Poems from the Comic Books. Sous la direction de Bryan D. Dietrich et Marta Ferguson. Publié par Minor Arcana Press, printemps 2014.
- «Personnes de destruction massive» (bande dessinée). Shattered: The Asian American Comics Anthology (Identités secrètes). Édité par Keith Chow, et al. Publié par The New Press, novembre 2012.
- Postface et «Elegy pour Gwen Stacy». Web-Spinning Heroics: Essais critiques sur l'histoire et la signification de Spider-Man. Sous la direction de Robert Moses Peaslee et Robert G. Weiner. Publié par McFarland Publishing, mai 2012.

### Autre
Son travail a été publié dans Shattered: The Asian-American Comics Anthology, ainsi que dans 32 Poems, Tin House, Callaloo, Prairie Schooner, Crab Orchard Review, Los Angeles Review of Books et Indiana Review.